# Goran Jurić
Goran Jurić (sinh ngày 5 tháng 2 năm 1963 ở Mostar) là một cựu cầu thủ bóng đá Croatia.
Trong sự nghiệp, ông thi đấu cho Velež Mostar, Sao Đỏ Beograd, Celta de Vigo, Croatia Zagreb, Yokohama F. Marinos, và NK Zagreb. Ông có bốn trận đấu cho Nam Tư năm 1988, và 16 trận cho Croatia, giành huy chương đồng World Cup 1998.

## Thống kê sự nghiệp
| Đội tuyển Nam Tư  | Đội tuyển Nam Tư | Đội tuyển Nam Tư |
| Năm               | Trận             | Bàn              |
| ----------------- | ---------------- | ---------------- |
| 1988              | 3                | 0                |
| 1989              | 1                | 0                |
| Tổng cộng         | 4                | 0                |
| Đội tuyển Croatia |                  |                  |
| Năm               | Trận             | Bàn              |
| 1997              | 7                | 0                |
| 1998              | 3                | 0                |
| 1999              | 5                | 0                |
| Tổng cộng         | 15               | 0                |